# Portavoz
Un portavoz o vocero es una persona —en calidad de autoridad— responsable dentro de una organización, asociación, un grupo  o una entidad para dirigirse (en su representación) a los medios de comunicación y/o un público en específico, en algunos casos dentro de la misma organización. Puede ser el presidente, el ministro, el consejero delegado, el director de relaciones públicas, el secretario general u otro alto directivo designado por la organización o el gobierno para tal fin; el puesto puede recaer también en alguien diferente especialmente designado para ejercer esa labor. Es habitual que los portavoces reciban asesoramiento o formación específica para mejorar su desempeño frente a los periodistas o el público general. Asimismo, es importante que sus mensajes reflejen con fidelidad la postura de la organización y que no dejen lugar a interpretaciones erróneas.

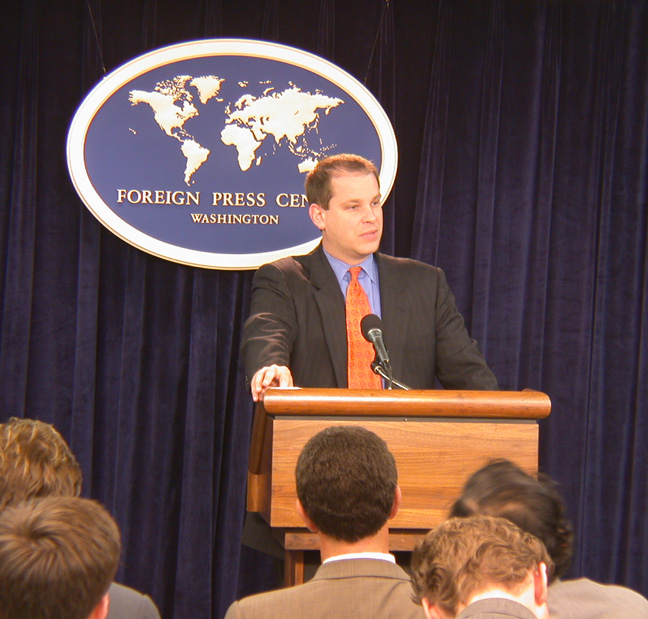
El portavoz del Consejo de Seguridad Nacional de Estados Unidos Sean McCormack respondiendo preguntas en el Washington Foreign Press Center, 2002.

Los partidos políticos y sus grupos/bloques en las cámaras legislativas, tanto a nivel estatal como local, también establecen a un portavoz, quien se encargara de emitir la posición de su agrupación ante un determinado tema o asunto. En algunos partidos el portavoz, es la principal figura política visible del partido, coalición o de la federación correspondiente.

## Deberes y función
En el mundo occidental, sensible a los medios de comunicación y a la opinión pública, es cada vez más probable que muchas organizaciones empleen profesionales que hayan recibido capacitación formal en periodismo, comunicaciones, relaciones públicas y asuntos públicos en esta función a fin de garantizar que los anuncios públicos se realicen de la manera más adecuada y a través de los canales más adecuados para maximizar el impacto de los mensajes favorables y minimizar el impacto de los mensajes desfavorables. Los portavoces de celebridades como las estrellas del deporte locales y nacionales populares (como Michael Jordan o Bob Uecker) o las estrellas de la televisión y el cine (como Beyoncé o Michael J. Fox) a menudo se eligen como portavoces de la publicidad comercial. En agosto de 2017, Kayleigh McEnany y Michael Tyler se desempeñaron como portavoces de los estadounidenses Comité Nacional Republicano (CNR) y Comité Nacional Demócrata (CND), respectivamente.

## Responsabilidades

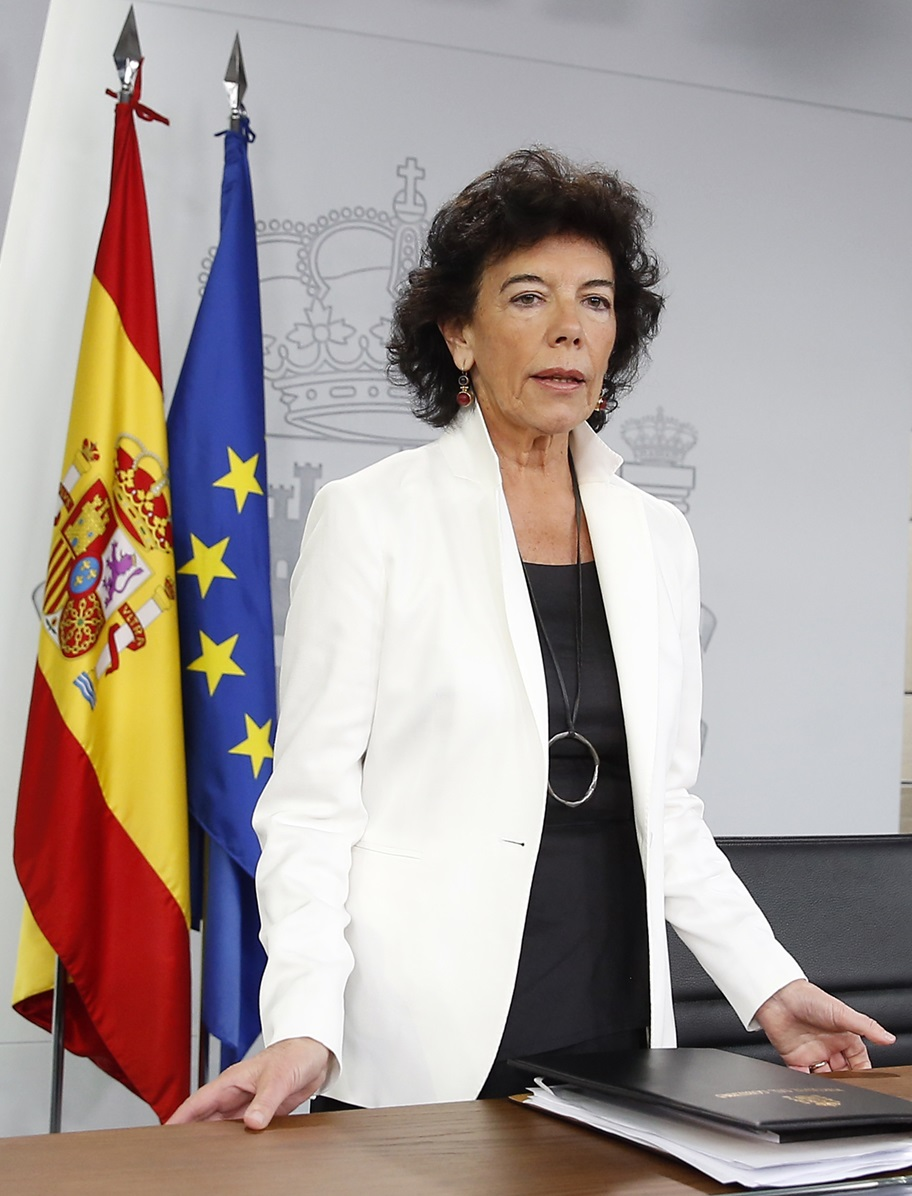
Isabel Celaá, exportavoz del Gobierno de España, en una rueda de prensa en 2018.

A diferencia de un individuo que da un testimonio personal, el trabajo de un portavoz es representar y defender fielmente los cargos de la organización, incluso cuando estos entren en conflicto con su propia opinión. Como resultado, los voceros generalmente se seleccionan entre empleados experimentados y veteranos u otras personas que se sabe que apoyan firmemente los objetivos de la organización.

## Identidad
Una corporación puede estar representada en público por su director ejecutivo, presidente o jefe de personal, director financiero, consejero o asesor legal externo. Además, a nivel del día a día y para anuncios más rutinarios, el puesto podrá delegarse en los departamentos de comunicación corporativa o relaciones con inversores (o equivalentes), quienes actuarán como portavoces.
Como ejemplo, en la comunidad de física de partículas, grandes colaboraciones de físicos eligen uno (o dos) portavoces o líderes de la colaboración. El portavoz en tales casos es el científico principal de la colaboración, no un orador público. Cada colaboración elige las funciones y responsabilidades del portavoz para fines internos, pero normalmente los portavoces también tienen funciones definidas para actuar de enlace con el laboratorio anfitrión y/o las agencias de financiación.